# Rolando Palacios
Cruz Rolando Palacios es un atleta hondureño, velocista olímpico especializado en los 100 metros y 200 metros. Nació en Sambo Creek, Honduras, el 3 de mayo de 1987.
Compitió en el Campeonato Mundial de Atletismo de 2005, en el Campeonato Mundial de Atletismo en Pista Cubierta de 2006, en los Juegos Olímpicos de Verano, en Pekín 2008. 
En Pekín finalizó la cuarta prueba en los 100 metros con un tiempo de 10.49 segundos, pero fue eliminado. En los 200 metros obtuvo el tercer lugar, detrás de Roman Smirnov y Walter Dix, clasificó a la siguiente ronda con un tiempo de 20.81 segundos. La segunda ronda la hizo en 20.87 segundos, fue el séptimo en esta prueba, no suficiente para avanzar a la siguiente ronda.
Batió el récord nacional de los 60 metros con un tiempo de 6.62 segundos el 26 de febrero de 2009.

## XXII Juegos Centroamericanos y del Caribe
Palacios, se alzó como ganador de la medalla de oro en los XXII Juegos Centroamericanos y del Caribe Veracruz 2014 en la modalidad de 100 metros planos con un tiempo de 10.27 segundos.
Rolando llegó cuarto lugar en la final de los 200 metros planos con un tiempo de 20.76 en una prueba que fue barrida por los cubanos Roberto Skyers (enlace roto disponible en Internet Archive; véase el historial, la primera versión y la última). (20.47) y Reyner Mena (enlace roto disponible en Internet Archive; véase el historial, la primera versión y la última). (20.54), quienes no habían corrido pruebas anteriores, como sí lo hizo Palacios, quien pasó dos veces por los 100 metros planos y tres veces por los 200 metros planos. 
Actualmente está entrenando con el dominicano José Ludwig Rubio (enlace roto disponible en Internet Archive; véase el historial, la primera versión y la última)., técnico del subcampeón olímpico dominicano Luguelín Santos.

## Major competitions record
| Representing Honduras | Representing Honduras                               | Representing Honduras              | Representing Honduras | Representing Honduras | Representing Honduras |
| --------------------- | --------------------------------------------------- | ---------------------------------- | --------------------- | --------------------- | --------------------- |
| 2004                  | Central American Championships                      | Managua, Nicaragua                 | 1st                   | 100 m                 | 10.84 (-0.6 m/s)      |
| 2004                  | Central American Championships                      | Managua, Nicaragua                 | 2nd                   | 200 m                 | 21.89                 |
| 2004                  | Central American Championships                      | Managua, Nicaragua                 | 1st                   | 4 x 400 m relay       | 41.71                 |
| 2005                  | World Championships                                 | Helsinki, Finland                  | 38th (h)              | 100 m                 | 10.73 NR              |
| 2006                  | Central American Games                              | Managua, Nicaragua                 | 1st                   | 100 m                 | 10.60                 |
| 2006                  | Central American Games                              | Managua, Nicaragua                 | 1st                   | 200 m                 | 21.22 NR              |
| 2006                  | Central American Games                              | Managua, Nicaragua                 | 1st                   | 4 x 100 m relay       | 41.63 NR              |
| 2006                  | Central American and Caribbean Junior Championships | Port of Spain, Trinidad and Tobago | 4th                   | 100 m                 | 10.56 (+1.5 m/s)      |
| 2006                  | Central American and Caribbean Junior Championships | Port of Spain, Trinidad and Tobago | 6th                   | 200 m                 | 21.47 (+1.4 m/s)      |
| 2006                  | Central American and Caribbean Games                | Cartagena, Colombia                | 20th (h)              | 100 m                 | 10.73 (-0.8 m/s)      |
| 2006                  | Central American and Caribbean Games                | Cartagena, Colombia                | 18th (h)              | 200 m                 | 22.05 (-2.0 m/s)      |
| 2007                  | Central American Championships                      | San José, Costa Rica               | 1st                   | 100 m                 | 10.65 (+0.5 m/s)      |
| 2007                  | Central American Championships                      | San José, Costa Rica               | 1st                   | 4 x 100 m relay       |                       |
| 2007                  | NACAC Championships                                 | San Salvador, El Salvador          | 4th                   | 100 m                 | 10.51 (+0.8 m/s)      |
| 2007                  | NACAC Championships                                 | San Salvador, El Salvador          | 7th                   | 200 m                 | 21.26 (+1.8 m/s)      |
| 2007                  | Pan American Games                                  | Río de Janeiro, Brasil             | 14th (sf)             | 100 m                 | 10.48 (-0.5 m/s)      |
| 2007                  | Pan American Games                                  | Río de Janeiro, Brasil             | 18th (h)              | 200 m                 | 21.27 (+0.5 m/s)      |
| 2007                  | Pan American Games                                  | Río de Janeiro, Brasil             | 10th (h)              | 4 × 100 m relay       | 41.49                 |
| 2008                  | Ibero-American Championships                        | Iquique, Chile                     | 4th                   | 100 m                 | 10.63 (-2.3 m/s)      |
| 2008                  | Ibero-American Championships                        | Iquique, Chile                     | 4th                   | 200 m                 | 21.16 (-0.5 m/s)      |
| 2008                  | Central American Championships                      | San Pedro Sula, Honduras           | 1st                   | 100 m                 | 10.61 (-0.2 m/s)      |
| 2008                  | Central American Championships                      | San Pedro Sula, Honduras           | 1st                   | 200 m                 | 21.25 (-0.1 m/s)      |
| 2008                  | Central American Championships                      | San Pedro Sula, Honduras           | 1st                   | 4 x 100 m relay       | 41.10                 |
| 2008                  | Central American and Caribbean Championships        | Cali, Colombia                     | 8th (sf)              | 100 m                 | 10.37 NR (+0.7 m/s)   |
| 2008                  | Central American and Caribbean Championships        | Cali, Colombia                     | 8th                   | 200 m                 | 21.09 (+0.5 m/s)      |
| 2008                  | NACAC Under-23 Championships                        | Toluca, México                     | 3rd                   | 100 m                 | 10.22 NR (+0.3 m/s)   |
| 2008                  | NACAC Under-23 Championships                        | Toluca, México                     | 2nd                   | 200 m                 | 20.40 NR (-0.9 m/s)   |
| 2008                  | Olympic Games                                       | Pekín, PR China                    | 43rd (h)              | 100 m                 | 10.49 (-1.7 m/s)      |
| 2008                  | Olympic Games                                       | Pekín, PR China                    | 26th (qf)             | 200 m                 | 20.87 (+0.1 m/s)      |
| 2009                  | Central American Championships                      | Ciudad de Guatemala, Guatemala     | 1st                   | 100 m                 | 10.38 (NWI)           |
| 2009                  | Central American Championships                      | Ciudad de Guatemala, Guatemala     | 1st                   | 200 m                 | 20.99 CR (NWI)        |
| 2009                  | Central American Championships                      | Ciudad de Guatemala, Guatemala     | 1st                   | 4 x 100 m relay       | 41.03 CR              |
| 2009                  | Universiade                                         | Belgrade, Serbia                   | 1st                   | 100 m                 | 10.30 (-0.7 m/s)      |
| 2009                  | Universiade                                         | Belgrade, Serbia                   | 4th                   | 200 m                 | 20.78 (+0.1 m/s)      |
| 2009                  | World Championships                                 | Berlín, Germany                    | 23rd (qf)             | 100 m                 | 10.24 (+0.1 m/s)      |
| 2009                  | World Championships                                 | Berlín, Germany                    | 14th (sf)             | 200 m                 | 20.67 (0.0 m/s)       |
| 2010                  | Central American Games                              | Ciudad de Panamá, Panamá           | 2nd                   | 100 m                 | 10.36 (-0.2 m/s)      |
| 2010                  | Central American Games                              | Ciudad de Panamá, Panamá           | 1st                   | 200 m                 | 20.84 GR (+0.1 m/s)   |
| 2010                  | Ibero-American Championships                        | San Fernando, Spain                | 10th                  | 100 m                 | 10.61 (-0.8 m/s)      |
| 2010                  | Ibero-American Championships                        | San Fernando, Spain                | 2nd                   | 200 m                 | 21.20 (+0.2 m/s)      |
| 2010                  | Central American and Caribbean Games                | Mayagüez, Puerto Rico              | 6th                   | 100 m                 | 10.31 (+0.2 m/s)      |
| 2010                  | Central American and Caribbean Games                | Mayagüez, Puerto Rico              | 5th                   | 200 m                 | 20.67 (0.0 m/s)       |
| 2010                  | Central American and Caribbean Games                | Mayagüez, Puerto Rico              | 9th (h)               | 4 x 100 m relay       | 41.69                 |
| 2010                  | Central American Championships                      | Ciudad de Guatemala, Guatemala     | 1st                   | 100 m                 | 10.73                 |
| 2010                  | Central American Championships                      | Ciudad de Guatemala, Guatemala     | 1st                   | 200 m                 | 21.92 (-2.2 m/s)      |
| 2010                  | Central American Championships                      | Ciudad de Guatemala, Guatemala     | 1st                   | 4 x 100 m relay       | 42.02                 |
| 2010                  | Central American Championships                      | Ciudad de Guatemala, Guatemala     | 1st                   | 4 x 400 m relay       | 3:20.84               |
| 2011                  | Central American Championships                      | San José, Costa Rica               | 1st                   | 100 m                 | 10.57 (-0.7 m/s)      |
| 2011                  | Central American Championships                      | San José, Costa Rica               | 1st                   | 200 m                 | 20.97 CR (-0.5 m/s)   |
| 2011                  | Central American Championships                      | San José, Costa Rica               | 1st                   | 4 x 100 m relay       | 40.83 CR              |
| 2011                  | World Championships                                 | Daegu, Corea                       | 44th (h)              | 200 m                 | 21.22 (-1.1 m/s)      |
| 2011                  | Pan American Games                                  | Guadalajara, México                | 18th (h)              | 100 m                 | 10.49 (-1.0 m/s)      |
| 2011                  | Pan American Games                                  | Guadalajara, México                | 5th                   | 200 m                 | 20.77 (-1.0 m/s)      |